# Pronous intus
Pronous intus là một loài nhện trong họ Araneidae.
Loài này thuộc chi Pronous. Pronous intus được Herbert Walter Levi miêu tả năm 1995.